# Tecnología de ficción

Cualquier tecnología suficientemente avanzada es indistinguible de la magia
Tercera ley de Clarke

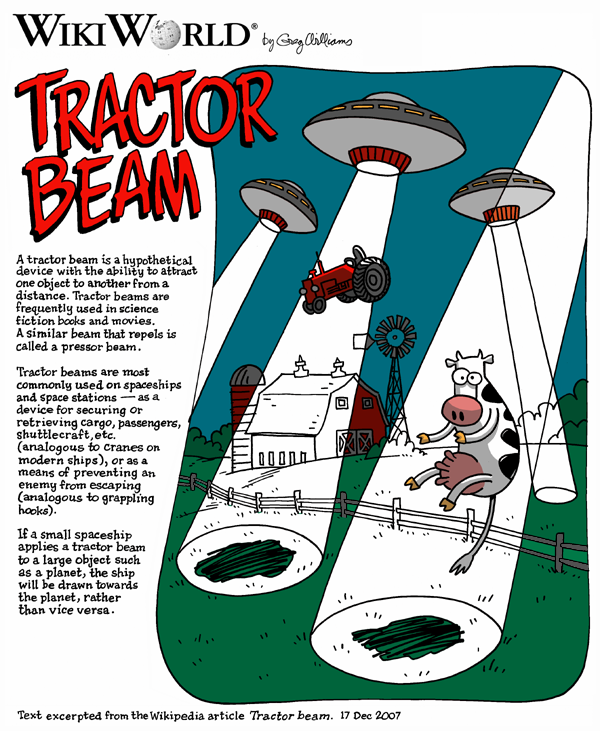
El rayo atrayente

Una pistola de rayos láser, un gadget que aparece en numerosas obras de ficción de la Edad de Oro.

Tecnología de ficción es un término general para los procesos tecnológicos y dispositivos que no existen en la realidad, propuestos o que se describen en muchos contextos diferentes:
- En la ingeniería de exploración, que es un campo de la ingeniería que pretende determinar si una tecnología futura puede ser diseñada, simulada o si no se puede construir aún. Este proceso es necesario para evitar investigar e invertir capital en tecnología inviable.
- En la propaganda a menudo se ensalza el hipotético potencial de una tecnología específica, con el fin de estimular su desarrollo o amenazar al enemigo. Esta es una motivación común en cualquier país dominado por un complejo industrial-militar, como el Imperio Británico en el siglo XIX o los Estados Unidos en el XX.

- Ocasionalmente, la publicidad resalta el asombroso potencial de un aparato tecnológico que está “siendo desarrollado” (generalmente sin una fecha de lanzamiento prevista) por una empresa, cuya finalidad es dar una buena imagen y mostrar cierto poder tecnológico.

- En la ciencia ficción, los autores suelen especular a través de la narrativa acerca del impacto social, político o personal que tendrá una tecnología futura.

La lista de tecnologías emergentes es un campo más serio.
Algunos objetos o ideas que forman parte de la tecnología de ficción:
- Criónica reversible
- Realidad simulada
- Transferencia mental
- Amortiguador nuclear
- Antigravedad
- Útero artificial
- Ensamblador molecular
- Viaje más rápido que la luz, impulso de distorsión
- Campo de fuerza, una barrera formada por la energía o partículas para proteger como un escudo o en la pared.
- Antiteléfono taquiónico
- Viaje a través del tiempo
- Ascensor espacial o Skyhook, aunque Google reveló que está trabajando en planes para un ascensor espacial en su ubicación secreta Google X Lab.[1]
- Rayo atrayente
- Transportador
- Terraformación
- Esfera de Dyson, cerebro de Matrioshka
- Elevación estelar

Algunos inventos tecnológicos que nacieron de la ciencia ficción pero que con el paso del tiempo se han materializado: 
- Bomba atómica
- Ingeniería genética
- Hipertexto (difundido ampliamente con la World Wide Web)
- Sistemas expertos
- Teléfono móvil
- Videollamada
- Cohete mochila (jet pack o rocket pack)
- Submarino
- Navegador satelital
- Escáner corporal
- Aeronave invisibile
- Clonación
- Reloj inteligente

También hay tecnologías de ficción que aunque se sabe que se pueden construir no son prácticas. Por este motivo, en la actualidad existe una tecnología más adecuada que cumple su función:
- Robot multipropósito (solo económicamente viable con subsidio de energía y materiales bastante drásticos, o en aplicaciones extremadamente peligrosas que, sin duda, nadie en realidad debería estar haciendo en absoluto). Sin embargo, nótese que los robots especializados son ampliamente utilizados en la producción industrial.
- Rayo de la muerte (es más fácil matar a la gente de otra manera).
- Jet mochila o pack jet (mientras que las mochilas de cohetes son útiles en el espacio, aquellas a reacción solo son útiles en la atmósfera, donde hay medios mejores, más seguros y convenientes para moverse que no lleven peso en la espalda, ofrezcan más protección en caso de fallas o accidentes, y sean capaces de recorrer mayores distancias).
- Arma de antimateria (con la tecnología actual, no podemos producir antimateria en cantidad suficiente para su uso en armas).

Las propuestas para un mayor desarrollo de éstas son por lo tanto más y más propensas a ser vistas como ficticias, engañosas o divertidas. Por ejemplo, los robots juguetes se han hecho populares. Se podría argumentar que la bomba atómica, dadas las consecuencias de su uso, también pertenece a esta categoría.